# Соль Е Джи
Соль Е Джи (кор. 설예지; род. 26 августа 1996, Сеул) — южнокорейская кёрлингистка.
В составе женской сборной Республики Корея призёр чемпионата мира, чемпион Панконтинентального чемпионата и зимних Азиатских игр, призёр Тихоокеанско-Азиатского чемпионата. Чемпион и призёр женского чемпионата Республики Корея.
В «классическом» кёрлинге (команда из четырёх человек одного пола) в основном играет на позиции первого.

## Достижения
- Чемпионат мира по кёрлингу среди женщин: бронза (2024).
- Панконтинентальный чемпионат по кёрлингу: золото (2023), серебро (2024).
- Тихоокеанско-азиатский чемпионат по кёрлингу: бронза (2019).
- Зимние Азиатские игры: золото (2025).
- Чемпионат Республики Корея по кёрлингу среди женщин: золото (2019, 2023, 2024, 2025), серебро (2020, 2021, 2022), бронза (2018).
- Чемпионат Республики Корея по кёрлингу среди смешанных пар: бронза (2016).

## Команды
| Сезон                       | Четвёртый    | Третий      | Второй     | Первый     | Запасной     | Тренер                                             | Турниры                                             |
| --------------------------- | ------------ | ----------- | ---------- | ---------- | ------------ | -------------------------------------------------- | --------------------------------------------------- |
| 2014—15                     | Jeong Yu-jin | Соль Е Джи  | Соль Е Ын  | Ким Чхо Хи | Kim Ji-hyeon |                                                    |                                                     |
| 2018—19                     | Ким Ынджи    | Ом Минджи   | Соль Е Ын  | Соль Е Джи |              |                                                    | ЧРКЖ 2018                                           |
| 2018—19                     | Ким Ынджи    | Ом Минджи   | Соль Е Ын  | Ким Су Джи | Соль Е Джи   |                                                    |                                                     |
| 2019—20                     | Ким Ынджи    | Ом Минджи   | Ким Су Джи | Соль Е Ын  | Соль Е Джи   | Shin Dong-Ho                                       | ЧРКЖ 2019 · ТАЧ 2019                                |
| 2020—21                     | Ким Ынджи    | Соль Е Джи  | Ким Су Джи | Соль Е Ын  | Park Yu-bin  |                                                    | ЧРКЖ 2020                                           |
| 2021—22                     | Ким Ынджи    | Соль Е Джи  | Ким Су Джи | Соль Е Ын  | Park Yu-bin  |                                                    | ЧРКЖ 2021                                           |
| 2022—23                     | Ким Ынджи    | Ким Мин Джи | Ким Су Джи | Соль Е Ын  | Соль Е Джи   |                                                    | ЧРКЖ 2022                                           |
| 2023—24                     | Ким Ынджи    | Ким Мин Джи | Ким Су Джи | Соль Е Ын  | Соль Е Джи   | Shin Dongho (ПКЧ, ЧМ), Guy Hemmings (ПКЧ, ЧМ)      | ЧРКЖ 2023 · ПКЧ 2023 · ЧМ 2024                      |
| 2024—25                     | Ким Ынджи    | Ким Мин Джи | Ким Су Джи | Соль Е Ын  | Соль Е Джи   | Shin Dongho (ПКЧ, ЗАИ, ЧМ), Guy Hemmings (ПКЧ, ЧМ) | ЧРКЖ 2024 · ПКЧ 2024 · ЗАИ 2025 · ЧМ 2025 (4 место) |
| 2025—26                     | Ким Ынджи    | Ким Мин Джи | Ким Су Джи | Соль Е Ын  | Соль Е Джи   |                                                    | ЧРКЖ 2025                                           |
| Кёрлинг среди смешанных пар |              |             |            |            |              |                                                    |                                                     |
| 2016—17                     | Соль Е Джи   | Ли Джун Хён |            |            |              |                                                    | ЧРКСП 2016                                          |
| 2024—25                     | Соль Е Джи   | Kim San     |            |            |              |                                                    | ЧРКСП 2024 (12 место)                               |
| 2025—26                     | Соль Е Джи   | Kim San     |            |            |              |                                                    | ЧРКСП 2025 (14 место)                               |

(скипы выделены полужирным шрифтом)

## Частная жизнь
Её сестра-близнец Соль Е Ын играет с нею в одной команде.
Начала заниматься кёрлингом в 2006 году, в возрасте 12 лет